# Cyanorus
Cyanorus é um gênero de proarticulatano que viveu durante o período Ediacarano no Mar Branco, sendo intimamente relacionado com Spriggina e Marywadea.

## Descrição

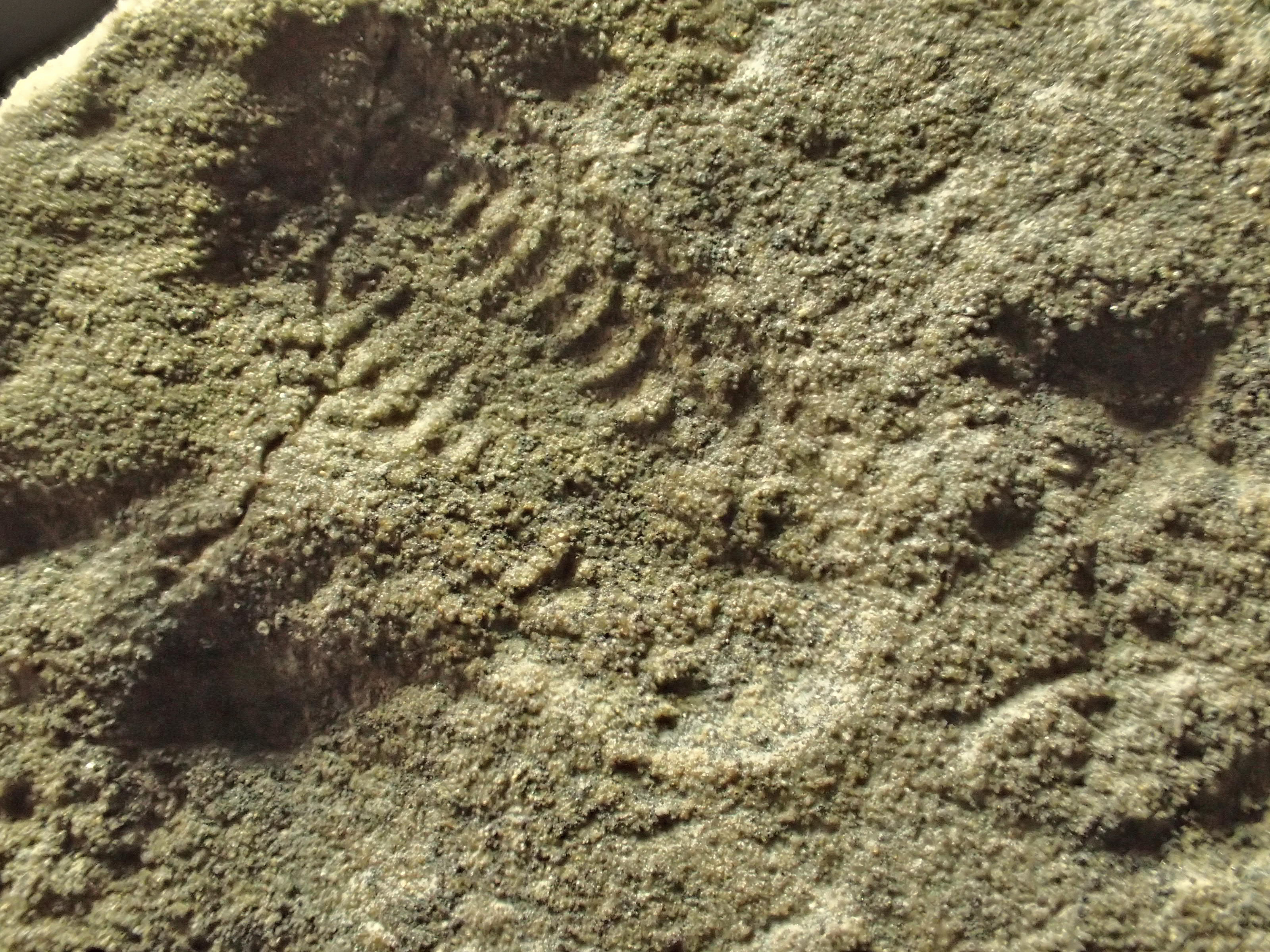
Fóssil de Cyanorus.

Seus dois maiores pares de apêndices estão localizados na parte de trás do corpo. A parte de trás do corpo provavelmente não era segmentada. A estrutura axial combina características das espécies Vendia e Dickinsonia. Foi encontrado na área do Ediacarano  Superior do Mar Branco, região de Oblast de Arcangel.